# Prostorija
Prostorija je prostor unutar građevine. Najčešće je odvojena zidom i vratima. U povijesti, prostorije su se gradile još u minojskoj kulturi. Postoji mnogo prostorija, od kojih su najvažnije dnevni boravak, kuhinja, spavaća soba, kupaonica i dvorana. Mnoge kuće i stanovi imaju odvojene manje prostorije (najčešće jednokrevetne sobe i ostave).

## Dnevni boravak
Dnevni boravak (poznat i kao dnevna soba) je prostorija za goste, zabavu, gledanje televizije i druge aktivnosti. Najćešće se sastoji od kutne garniture, stola i regala s televizijom i knjigama.

## Kuhinja
Kuhinja je prostorija ili dio prostorije koji se koristi za kuhanje i pripremu hrane. Najćešće se sastoji od štednjaka, hladnjaka, sudopera i kuhinjskih ormara. Mnoge moderne kuhinje imaju mikrovalnu pećnicu, perilicu posuđa i druge električne aparate.

## Kupaonica
Kupaonica je prostorija koja ima mnogo funkcija. Najčešće se sastoji od kade ili tuša, WC-a i umivaonika. Moderne kupaonice imaju i tuš i kadu, perilicu rublja i ormarić. Najčešće se koristi za kupanje. U nekim kućama je u cilju uštede prostora WC odvojen od kupaonice.

## Spavaća soba
Spavaća soba je prostorija gdje ljudi najčešće spavaju ili se opuštaju. Najčešće imaju ormar i krevet. Moderne sobe najćešće imaju televizor i razne komode i regale. Moderne sobe u Sjevernoj Americi, Australiji i Europi imaju dvije spavaće sobe (najćešće dječje sobe ili sobe za goste). 

## Dvorana
Dvorana je javna prostorija u kojoj se najčešće održavaju razni skupovi i koncerti. Dvorane su najćešće koncertne ili sportske. U prošlosti dvorane su se nalazile u sklopu dvoraca, a koristili su ih kraljevi za razne raskošne zabave. Dvorane su također prostorije na sveučilištima i fakultetima u kojima se održavaju predavanja, sastanci velikih tvrtki, prostorije u kinima, kazalištima, muzejima i školama.

## Povijesne prostorije
U početku su se razlikovale spavaće sobe, kuhinje, kupaonice i recepcije. Neke sobe su bile građene na prvoj etaži, a bile su povezane stubištem. Postojali su umivaonici, kade i WC-i, a postojale su i vodovodne instalacije od keramičkih cijevi za toplu i hladnu vodu. U drevnom Rimu kuće su gradile vrlo složeno pa su prostorije bile složene. Neke kuće imale su i prve sobe za zatvoreno kupanje. Civilazacija Anasazi imala je također vrlo složenu strukturu (vjerojatno najstariju u Sjevernoj Americi), dok su u Srednjoj Americi indijanci Maje također imali vrlo složenu strukturu. U doba dinastije Han počele su se graditi prostorije za vjerske i javne svrhe.